# 保溫袋

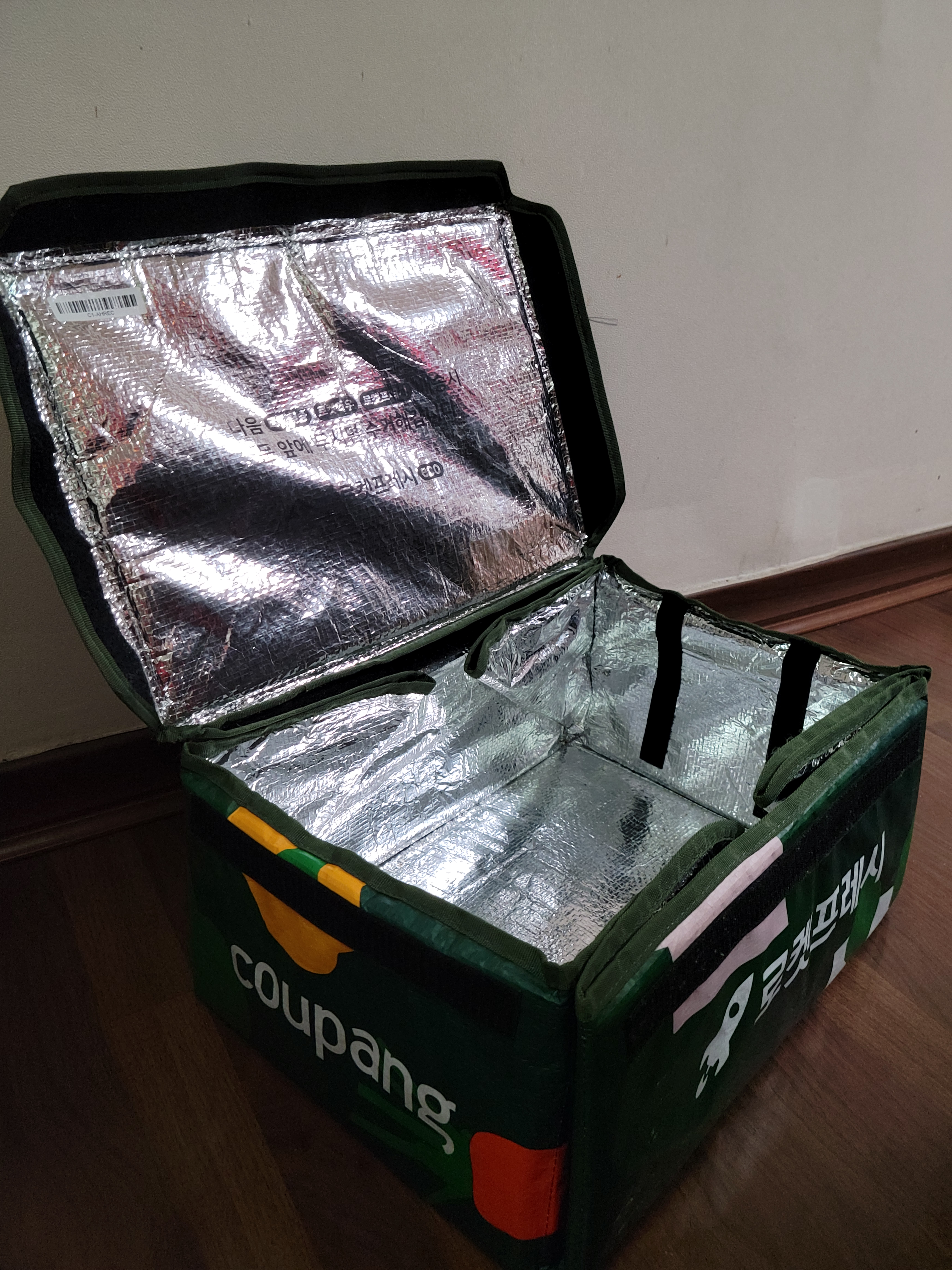
保溫袋

保温袋是一种可隔热的袋子，通常由隔热材料制成。保温袋可以让袋內的物體在一定時間內维持一定的温度，例如冷的物品裝入保溫袋後過一段時間依然是冷的，热的物體放入保溫袋後過一段時間依然是热的。
保温袋主要用來裝外賣食品、裝午餐盒以及對溫度敏感的藥品。